# Synagogue Simon Attias
La synagogue Simon Attias (ou Attia) est une synagogue du XIXe siècle située à Essaouira, au Maroc. Elles est également connue sous le nom de Bet Ha-Knesset Simon Attia, M'sod Attia et Shaarei T'filah ( bet kenesset, "maison d'assemblée" ou  bet tefila "maison de prière"). La synagogue a été construite en 1882.
À la suite de sa restauration, le bâtiment est intégré dans une aile de Bayt Dakira ,la "Maison de la Mémoire" qui commemore plusieurs personnalités juives souiries ayant  marqué l'histoire de cette ville , mais qui ont aussi joué des roles importants à l'échelle internationale.

## Présentation
La synagogue forme l'aile d'un bâtiment avec cour qui comprenait également la maison de Simon Attia. Une  grande porte en arc en fer à cheval mène aux bâtiments. La synagogue est au deuxième étage. Le rez-de-chaussée abritait autrefois des magasins. Le troisième étage contenait les bureaux des tribunaux juifs, qui entendaient des affaires à la fois commerciales et personnelles. La synagogue proprement dite est un espace de deux étages, avec de grandes fenêtres en arc arrondi et une galerie pour les femmes.
L'intérieur en bois a été sculpté à Londres. La grande arche de la Torah en bois présente des colonnes et un fronton arrondi et est décorée de sculptures florales. Un grand nombre d'anneaux commémoratifs ont survécu en 1993, dont un à la mémoire de Simon Attia, décédé en 1892. En 1993, la synagogue était en bon état.
"Vestige du XIXe siècle et symbole de la culture judéo-marocaine, la synagogue Simon Attia nichée dans les ruelles d’Essaouira, subissait les affres du temps. Un constat qui n’a guère laissé indifférent le gouvernement allemand et la Fondation du patrimoine culturel judéo-marocain". Elle a été fermée en 2009, et a ensuite connu une phase de restauration et de conversion en musée.